# 大村憲司
大村 憲司（おおむら けんじ、1949年5月5日 - 1998年11月18日）は、日本のギタリスト、作曲家、編曲家。MIDNIGHTSUNSのギタリスト・大村真司は長男。

## 人物・来歴

### その生
兵庫県神戸市出身。甲南高等学校を卒業後、1969年、ヤマハ・ライト・ミュージック・コンテストのロック部門で優勝。
1970年にアメリカに渡り、フィルモア・ウェストのステージに立つ。1971年帰国、上智大学国際学部へ入学する一方、赤い鳥に参加。1973年に赤い鳥を脱退、村上秀一らと「エントランス」を結成。続く1974年にバンブー、1975年にカミーノを結成。 1980年、YMOのサポート・ギタリストとして国内およびワールドツアーに参加。その後1980年代は編曲家として山下久美子の「赤道小町ドキッ」をはじめ、大江千里、本田美奈子などの楽曲を手がけている他、セッションギタリストとしても数多くの楽曲に参加。特に1980年代後半から1990年代前半にかけて後藤次利の作曲・編曲作品（工藤静香、とんねるずなど）に頻繁に参加している。晩年は沢田研二、柳ジョージ、遊佐未森、宮沢和史などのツアーにサポートギタリストとして参加。またその卓越したギターテクニックや知識により『ギターマガジン』のエレクトリック・ギターのレビューを担当。1998年11月18日、肝硬変（アルコール性肝疾患）で死去。49歳没。

### その死
都内で行われた葬儀には、村上"PONTA"秀一、山下達郎、Charなど縁のあるミュージシャン達が参列し、大村の突然の死を悼んだ。会場には大村が長年愛用していたクリーム色のフェンダー・ストラトキャスターが置かれた。大村は生前、1998年12月、渋谷オーチャードホールにて大貫妙子の「PURE ACOUSTIC CHRISTMAS」コンサートに参加予定であったが、大村の死により翌年3月に延期した（振替公演ギタリストは小倉博和）。
大村が息を引き取った夜は、ちょうどしし座流星群が極大の日で、しかも、その夜流れた流星の中でも最大の「火球」が観測された。そのまさに火球が観測された時間に息を引き取ったということで、後に高中正義はアルバム『WALKIN'』に楽曲「獅子座流星群」を収録。Charは楽曲「The night of Leonid」を大村に捧げている。遺品のギターの内、晩年まで愛用していたギター、フェンダー・ストラトキャスター・エリック・クラプトンモデルを、後に近藤房之助が大村の妻から「形見の品」として譲り受け、現在も使用している。
没後2000年12月17日に青山劇場で「大村憲司トリビュートコンサート」が行われ、息子の大村真司や長年の盟友であった村上"PONTA"秀一、矢野顕子、大貫妙子など大村ゆかりのミュージシャンが多数参加した。

### エピソード
プロのギタリストを目指していた高野寛は、プロミュージシャンとしての初仕事でもあったTHE BEATNIKSのサポートで共演した大村の凄みに打ちのめされ、ギタリストになる夢を一旦封印。アコースティック・ギターでちゃんと弾き語りができるシンガーソングライターを目標に定め、活動するようになった。

## ディスコグラフィ

### シングル
|              | 発売日       | タイトル     | 規格品番         |
| Alfa Records | Alfa Records | Alfa Records | Alfa Records     |
| ------------ | ------------ | ------------ | ---------------- |
| 1st          | 1981年       | 春がいっぱい | ALR 7 28 (7inch) |

### オリジナル・アルバム
|              | 発売日      | タイトル           | 規格品番       | 備考 |
| TOSHIBA EMI  | TOSHIBA EMI | TOSHIBA EMI        | TOSHIBA EMI    | TOSHIBA EMI |
| ------------ | ----------- | ------------------ | -------------- | --- |
| 1st          | 1978年      | ファーストステップ | LF-91042 (LP)  | 1990年8月29日CD発売 (TOCT-5810) 1995年10月25日CD再発 (TOCT-9219) 2003年8月6日CD再発 (TOCT-10925) 2012年6月11日CD再発 (QIAG-70051) |
| Alfa Records |             |                    |                | |
| 2nd          | 1978年      | KENJI-SHOCK        | ALR-6010 (LP)  | 2000年12月6日CD発売 (TOCT-10718) 2003年8月6日CD再発 (MHCL-299)                                                                    |
| 3rd          | 1981年      | 春がいっぱい       | ALR-28013 (LP) | 1990年3月25日CD発売 (ALCA-17) 1994年9月28日CD再発 (ALCA-9072) 2003年8月6日CD再発 (MHCL-300)                                       |
| Epic/Sony    |             |                    |                | |
| 4th          | 1983年      | 外人天国           | 28.3H-103 (LP) | 1992年12月2日CD発売 (ESCB-1364) 2003年8月6日CD再発 (MHCL-301)                                                                     |

### ライブ・アルバム
| 発売日               | タイトル                                                                     | 規格品番          | チャート  | 備考                                   |
| 発売日               | タイトル                                                                     | 規格品番          | オリコン  | 備考                                   |
| BMG JAPAN            | BMG JAPAN                                                                    | BMG JAPAN         | BMG JAPAN | BMG JAPAN                              |
| -------------------- | ---------------------------------------------------------------------------- | ----------------- | --------- | -------------------------------------- |
| 1998年7月23日        | クロス・エコー                                                               | BVCM-3101/2 (2CD) | -         | 「大村憲司 & 徳武弘文 with Dr.K.」名義 |
| Victor Entertainment |                                                                              |                   |           |                                        |
| 2003年11月21日       | Left-Handed Woman best live tracks I                                         | VICL-61223 (CD)   | -         | 未発表ライブテイク集                   |
| 2003年11月21日       | Leaving Home best live tracks II                                             | VICL-61224 (CD)   | -         | 未発表ライブテイク集                   |
| STEPS RECORDS        |                                                                              |                   |           |                                        |
| 2015年4月22日        | 男が女を愛する時〜ベスト・ライヴ・トラックスIII                              | STPR-001 (2CD)    | -         | -                                      |
| 2015年4月29日        | 大村憲司バンド (ポンタ・セッション・4デイズ!) 〜ベスト・ライヴ・トラックスIV | STPR-002 (CD)     | 224位     | -                                      |
| 2015年8月12日        | 25周年ライヴ〜ベスト・ライヴ・トラックスV                                    | STPR-003 (2CD)    | 174位     | -                                      |
| 2015年11月18日       | ケンポン・バンド〜ベスト・ライヴ・トラックスVI                               | STPR-004 (2CD)    | 213位     | -                                      |
| 2017年1月25日        | Rainbow in Your Eyes 〜best live tracks VII                                  | STPR-007 (CD)     | 253位     | -                                      |

### ベスト・アルバム
| 発売日               | タイトル                              | 規格品番             |
| Victor Entertainment | Victor Entertainment                  | Victor Entertainment |
| -------------------- | ------------------------------------- | -------------------- |
| 2002年12月4日        | ニッポンのロック・ギタリスト/大村憲司 | VICL-61022 (CD)      |

### 参加アルバム

#### あ行
- 飯島真理
  - 『Rosé』
  - 『Coquettish Blue』
- 井上陽水
  - 『クラムチャウダー』※ライブ・アルバム（1986.6.15・16 NHKホール）。全ギター、コンサートアレンジ、バンドマスター
- YMO
  - 『増殖』
  - 『ライヴ・アット・武道館1980』
  - 『ワールド・ツアー1980』
- EPO
  - 『JOEPO〜1981KHz』
  - 『う・わ・さ・に・な・り・た・い』
  - 『VITAMIN E・P・O』
- 大江千里
  - 『WAKU WAKU』※全ギター・編曲・プロデュース
  - 『Pleasure』※全ギター・編曲・プロデュース
- 小原礼
  - 『PICARESQUE』
- 大貫妙子
  - 『SUNSHOWER』
  - 『ROMANTIQUE』
  - 『アヴァンチュール』
  - 『クリシェ』

#### か行
- 門あさ美
  - 『Anti Fleur』※ギター
  - 『La Fleur Bleue』※ギター
- 加藤和彦
  - 『パパ・ヘミングウェイ』
  - 『うたかたのオペラ』
  - 『ベル・エキセントリック』
  - 『マルタの鷹』
- 嘉門達夫
  - 『お調子者で行こう』
- Guitar Workshop
  - 『ファースト・ナイト Guitar Workshop Vol.2 COMPLETE LIVE』
  - 『セカンド・ナイト Guitar Workshop Vol.2 COMPLETE LIVE』

#### さ行
- 坂本龍一&カクトウギセッション
  - 『サマー・ナーヴス』
- サディスティック・ミカ・バンド
  - 『天晴 SADISTICK MICA BAND LIVE IN TOKYO 1989』
- 沢田研二
  - 『HELLO』
  - 『sur←』※ギター、作曲、編曲にて参加
  - 『愛まで待てない』※ギター、作曲、編曲にて参加
  - 「いつか君は」※ギター、作曲、編曲
- スネークマンショー
  - 『スネークマン・ショー』

#### た行
- 高橋幸宏[4]
  - 『A sigh of Ghost』
  - 『サラヴァ!』
  - 『音楽殺人』
  - 『NEUROMANTIC』
  - 『What, Me Worry?』
  - 『薔薇色の明日』
  - 『Once A Fool,...』
  - 『...Only When I Laugh』
  - 『Ego』
  - 『Broadcast From Heaven』
  - 『Fate Of Gold』
  - 『A Slice Of Life』
  - 『A Ray Of Hope』
  - 『Live 1998 Run After You』
  - 『Saravah Saravah!』※アーカイブ参加
- とんねるず
  - 『ヤバシびっちな女デイト・ナイト』編曲
  - 『がむしゃら』
  - 『悪い噂』
  - 『arrival』

#### な行
- 中森明菜
  - 『D404ME』
- 永井"ホトケ"隆
  - 『Night People』

#### は行
- 深町純
  - 『Introducing Jun Fukamachi』（1975年）
  - 『New York』（1978年）※ 秋山一将・鈴木茂・竹田和夫・松木恒秀・松原正樹・水谷公生・矢島賢らのギタリストが集まり、ニューヨークを題材として、各自が一曲ずつ作曲・編曲・収録したフュージョン・アルバム。
- 本田美奈子
  - 『Midnight Swing』全編曲

#### ま行
- 松岡直也＆WESING
  - 『The Wind Whispers』（1979年）

#### や行
- 山下達郎
- 『SPACY』
- 矢野顕子
  - 『ごはんができたよ』
  - 『ただいま。』
  - 『愛がなくちゃね。』
  - 『オーエス オーエス』
  - 『峠のわが家』
  - 『GRANOLA』
  - 『グッド・イーブニング・トウキョウ』
  - 『LOVE LIFE』
- 柳ジョージ
  - 『Sycamore Dr.』
  - 『BURNING』
  - 『Sunset Hills』
- 山下久美子
  - 『抱きしめてオンリィ・ユー』
  - 『Baby Baby』